# FC Veterans d’Andorra
FC Veterans d’Andorra – andorski klub piłkarski, mający siedzibę w stolicy kraju, mieście Andora. Była to druga drużyna klubu FC Andorra, występującego w rozgrywkach Hiszpanii.

## Historia
Chronologia nazw:
- 1996: FC Veterans d’Andorra
- 1997: FC Andorra
- 1998: klub rozwiązano

Klub piłkarski FC Veterans d’Andorra został założony w miejscowości Andora w 1996 roku jako druga drużyna klubu FC Andorra, występującego w hiszpańskiej Segunda División B (D3). W sezonie 1996/97 zespół startował w Lliga andorrana. Sezon debiutowy zakończył na drugiej pozycji, ustępując jedynie CE Principat. W następnym sezonie 1997/98 zmienił nazwę na FC Andorra, zajmując w lidze 10.miejsce. Jednak nie przystąpił do rozgrywek w kolejnym sezonie i w 1998 został rozwiązany.

## Barwy klubowe, strój
| Niebieski | Żółty | Czerwony |

Klub ma barwy niebiesko-żółto-czerwone. Zawodnicy domowe spotkania zazwyczaj grają w żółtych koszulkach z niebieskim i czerwonym rękawami, niebieskich spodenkach oraz niebieskich getrach.

## Sukcesy

### Trofea międzynarodowe
Nie uczestniczył w rozgrywkach europejskich (stan na 31-05-2019).

### Trofea krajowe
| \| \| Zdobyte trofea w rozgrywkach Andory (stan na: 31-05-2019) \| |                                                           |      |          |
| Rozgrywki                                                          | Osiągnięcie                                               | Razy | Sezon(y) |
| Mistrzostwo                                                        | I miejsce                                                 | 0    |          |
| Mistrzostwo                                                        | II miejsce                                                | 1    | 1996/97  |
| Mistrzostwo                                                        | III miejsce                                               | 0    |          |
| Puchar                                                             | zdobywca                                                  | 0    |          |
| Puchar                                                             | finalista                                                 | 0    |          |
| II liga                                                            | I miejsce                                                 | 0    |          |
| II liga                                                            | II miejsce                                                | 0    |          |
| II liga                                                            | III miejsce                                               | 0    |          |
| Andora                                                             | Zdobyte trofea w rozgrywkach Andory (stan na: 31-05-2019) |      |          |

## Poszczególne sezony

### Rozgrywki międzynarodowe

#### Europejskie puchary
Nie uczestniczył w rozgrywkach europejskich.

### Rozgrywki krajowe
| \| Andora \| Bilans występów klubu w rozgrywkach piłkarskich Andory (Stan na 31 maja 2019 r.) \| \| |                                                                                  |        |       |   |   |   |    |    |     |           |        |        |      |
| Poziom                                                                                              | Rozgrywki                                                                        | Sezony | Mecze | Z | R | P | B+ | B– | Pkt | Lata      | Awanse | Spadki | Naj. |
| I                                                                                                   | Lliga andorrana                                                                  | 2      |       |   |   |   |    |    |     | 1996–1998 | 0      | 0      | 2    |
| II                                                                                                  | Segona Divisió                                                                   | 0      |       |   |   |   |    |    |     |           | 0      | 0      |      |
| | Puchar Andory                                                                    | ?      |       |   |   |   |    |    |     |           |        |        | ?    |
| Andora                                                                                              | Bilans występów klubu w rozgrywkach piłkarskich Andory (Stan na 31 maja 2019 r.) |        |       |   |   |   |    |    |     |           |        |        |      |

## Struktura klubu

### Stadion
Klub piłkarski rozgrywał swoje mecze domowe na stadionie miejskim w Andorze, który może pomieścić 1800 widzów oraz na stadionie miejskim w Aixovall o pojemności 899 widzów.

### Inne sekcje
Klub prowadzi drużyny dla dzieci i młodzieży w każdym wieku.

## Kibice i rywalizacja z innymi klubami

### Rywalizacja
Największymi rywalami klubu są inne zespoły z miasta.

### Derby
- CE Principat
- FC Santa Coloma